# Soudní obvod
Soudní obvod je území, pro něž je dána místní příslušnost určitého soudu.

## Česko

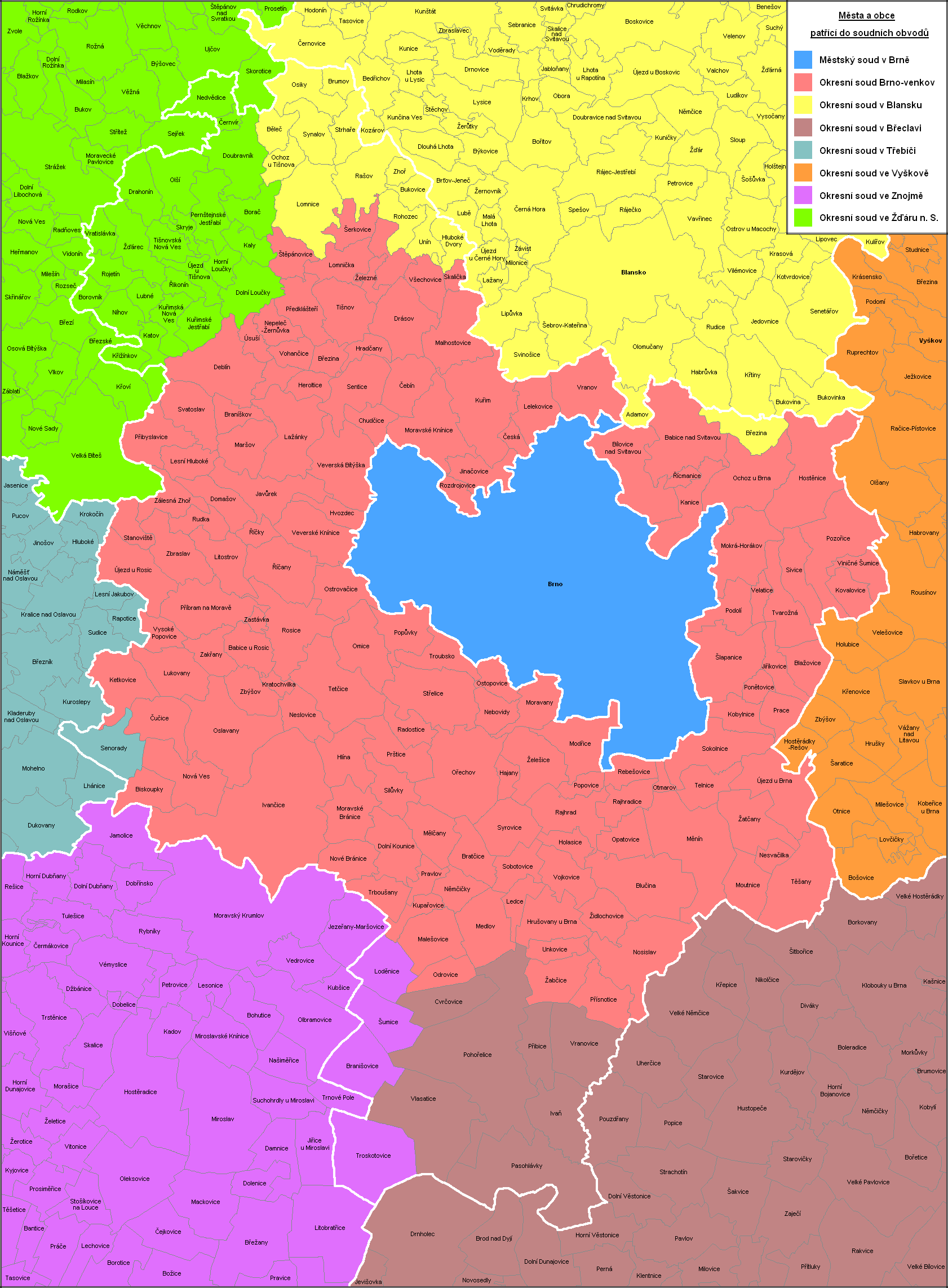
Rozdíl mezi okresy a obvody okresních soudů v Brně a okolí

Soudní obvody jsou v České republice stanoveny v § 9 a v přílohách č. 1, 2, 3 a 4 zákona o soudech a soudcích:
- nejmenší soudní obvod mají okresní soudy (v hlavním městě Praze označené jako obvodní soudy, v Brně jako městský soud). Zákon o soudech a soudcích jejich soudní obvody definuje přímým výčtem území obcí a vojenských újezdů (v Praze městských částí), takže se na ně nevztahuje vymezení okresů a pražských obvodů zákonem o územním členění státu.
- soudní obvody krajských soudů jsou vymezeny obvody těch okresních soudů, které jsou v jejich působnosti. V případě krajského soudu pro hlavní město Prahu, označeného jako Městský soud v Praze, tedy obvody pražských obvodních soudů.
- soudní obvody vrchních soudů tvoří obvody těch krajských soudů, které jsou v jejich působnosti,
- Nejvyšší soud a Nejvyšší správní soud mají místní působnost pro celé území České republiky. Ústavní soud má rovněž celostátní působnost.

Existují ale obce, které zákon o soudech a soudcích nezná, jejich příslušnost do obvodu určitého okresního soudu je (na rozdíl od správních okresů) proto sporná. Jsou to Bohuslavice nad Vláří (okr. Zlín), Držovice (okr. Prostějov), Jezernice (okr. Přerov), Kobylá nad Vidnavkou (okr. Jeseník), Krhová (okr. Vsetín), Mouřínov (okr. Vyškov), Ladná (okr. Břeclav), Libhošť (okr. Nový Jičín), Lukoveček (okr. Zlín), Ostrata (okr. Zlín), Pavlovice u Kojetína (okr. Prostějov), Petrov nad Desnou (okr. Šumperk), Pila (okr. Karlovy Vary), Písečná (okr. Frýdek-Místek), Poličná (okr. Vsetín), Rokytnice (okr. Zlín), Ropice (okr. Frýdek-Místek), Skorkov (okr. Mladá Boleslav), Sytno (okr. Tachov), Šelešovice (okr. Kroměříž) a Želechovice nad Dřevnicí (okr. Zlín). Zákon o soudech a soudcích naopak uvádí řadu dalších obcí, které už zanikly připojením k jiné obci, např. plzeňské obvody Lhota a Malesice.